# Ranceuse
La Ranceuse est un ruisseau qui coule dans le département français du Doubs, en région Bourgogne-Franche-Comté. C'est un affluent gauche du Doubs, donc un sous-affluent du Rhône par la Saône. 
Une ZNIEFF est présente sur ce cours d'eau.

## Géographie
La Ranceuse prend sa source dans la commune de Dambelin, à 412 mètres d’altitude et s’écoule en direction de l'est où elle est rapidement rejointe, en rive droite, par le ruisseau de Crebière puis par le ruisseau de Fontaine Meule aussi en rive droite. Après 8 km, elle se jette dans le Doubs, en rive gauche, dans la ville de Pont-de-Roide-Vermondans, à 344 m d'altitude.

### Communes et cantons traversés
Dans le seul département du Doubs, la Ranceuse traverse les quatre communes suivantes, de l'amont vers l'aval, de Dambelin (source), Rémondans-Vaivre, Neuchâtel-Urtière et Pont-de-Roide-Vermondans (confluence).
Soit en termes de cantons, la Ranceuse prend source et conflue dans le même canton de Valentigney, dans l'arrondissement de Montbéliard, et dans la communauté d'agglomération Pays de Montbéliard Agglomération.

### Bassin versant
La Ranceuse traverse une seule zone hydrographique, « Le Doubs, de la Dessoubre à l'Allan » (U222),,,.

### Organisme gestionnaire
L'organisme gestionnaire est l'EPTB Saône et Doubs.

## Affluents
La Ranceuse a deux affluents référencés :
- le ruisseau de Crebière (rd), 2 km, sur les deux communes de Dambelin et Rémondans-Vaivre[6].
- le ruisseau de Fontaine Meule (rd), 1 km sur la seule commune de Rémondans-Vaivre[7].

### Rang de Strahler
Le rang de Strahler de la Ranceuse est donc de deux.

## Hydrologie
La Ranceuse présente des fluctuations saisonnières de débit assez marquées.

## Aménagements et écologie

### Tourisme
Sur la vallée de la Ranceuse, une ZNIEFF de type 1 a été déclarée zone à protéger et pour une superficie de 180 hectares.